# Imperial Earth
Imperial Earth (in de Nederlandse vertaling: Machtige Aarde) is een sciencefictionboek uit 1975 van de bekende auteur Arthur C. Clarke. Veel critici beschouwen het niet als zijn beste werk. Het boek werd juist op tijd uitgebracht voor het tweehonderdjarig bestaan van de Verenigde Staten in 1976.

## Verhaal
Het boek speelt zich af in het jaar 2276. Het is een reisverslag van Duncan Makenzie, die vanaf Titan, een maan van Saturnus, naar de Aarde reist.
Duncan woont in de ondergrondse kolonie op Titan, waar zijn familie de regerende dynastie is en een belangrijke rol speelt bij het winnen van waterstofgas voor de kernfusieaandrijving van de interplanetaire raketten. Duncan is de tweede generatie van gekloonde Makenzies, omdat zijn grootvader, Malcolm Makenzie, door genetische schade onvruchtbaar werd.
Vanuit het hele zonnestelsel komen diplomatieke missies naar de aarde om deel te nemen aan de viering van de 500-jarige onafhankelijkheid van de Verenigde Staten. Ook Duncan reist af naar de aarde, niet alleen voor een diplomatieke missie, maar ook om een kloningsproces te starten waarmee hij de volgende generatie van zijn familie kan veiligstellen.
De eerste honderd pagina's van het boek richten zich op het leven op Titan en Duncans persoonlijke relaties, waaronder die met zijn jeugdvriend Karl Helmer en Karls geliefde, Calindy, een jonge vrouw van de aarde. Duncan is verliefd op beiden, maar wanneer Calindy vertrekt, verslechtert zijn relatie met Karl, die een psychische inzinking krijgt.
Op aarde ervaart Duncan het grote verschil in zwaartekracht met Titan. Hij bezoekt diverse locaties, zoals een herstelde Titanic en een complex van radiotelescopen, en ontdekt een complot waarbij Titanite, een zeldzaam mineraal van Titan, wordt gesmokkeld naar de aarde. Hij vermoedt dat Karl betrokken is bij de smokkel. Tijdens een confrontatie in Arabië wordt Karl gedood door een ongeluk, waarna Duncan zijn persoonlijke spullen erft, waaronder een computer en aantekeningen die onthullen dat Karl werkte aan een methode om buitenaards leven te bereiken via lange radiogolven.
Het verhaal eindigt met de suggestie van mogelijke buitenaardse intelligentie aan de rand van het zonnestelsel, wat de lezer achterlaat met een gevoel van mysterie en verwondering.

## Achtergronden
Het is in essentie het verhaal van een man die de Aarde bekijkt door de ogen van een buitenstaander. Door deze culturele schok ontdekt hij allerlei nieuwe zaken over de Aarde, de mensheid, racisme en zichzelf.
Dit boek zit vol met ideeën over cultuur, sociale problemen, politiek en technologie. Zo is het klonen van mensen een bijna trivial operatie, waarbij de begunstigde kan kiezen tussen een normaal proces met een wachtperiode van 9 maanden of een versneld proces met een wachtperiode van 2 tot 3 maanden, met meer risico's op afwijkingen in het latere leven. Het klonen van mensen is ook in 2276 nog controversieel. Mensen worden gemiddeld ouder dan 150 jaar en spreken alleen nog maar in een soort telegramstijl.
De visionaire Clarke schreef dit alles vóór het tijdperk van de pc's (personal computers), computerchips en internet. Toch heeft de werkelijkheid zijn visie voorbijgestreefd. Zo waren de personal digital assistants (pda's/palmtops) uit het begin van de 21e eeuw bijvoorbeeld al veel krachtiger dan de door Clarke in het boek beschreven minisecs. Ook wordt het opzoeken van gegevens in een database of het kraken van wachtwoorden in het boek beschreven; dit zijn in het boek taken die uren of dagen in beslag kunnen nemen, terwijl dat rond 2005 al veel sneller kon.

## Ontvangst
Clarke was zelf erg tevreden met het boek en beschouwde het als een van zijn beste werken, ondanks dat het bij de bredere lezerspubliek minder aandacht kreeg dan zijn verschillende andere werken. Het boek werd goed ontvangen door zowel Britse als Amerikaanse uitgevers, maar het lijkt in vergelijking met zijn eerdere successen niet dezelfde lof te hebben gekregen.